# Quamtana tsui
Quamtana tsui är en spindelart som beskrevs av Huber 2003. Quamtana tsui ingår i släktet Quamtana och familjen dallerspindlar. Inga underarter finns listade i Catalogue of Life.